# Leucophenga umbratula
Leucophenga umbratula är en tvåvingeart som beskrevs av Oswald Duda 1924. Leucophenga umbratula ingår i släktet Leucophenga och familjen daggflugor.
Artens utbredningsområde är Taiwan. Inga underarter finns listade i Catalogue of Life.